# Manuel Trigueros Muñoz
Manuel Trigueros Muñoz (Talavera de la Reina, Toledo, 17 d'octubre de 1991) és un futbolista professional espanyol. Juga com a mitjapunta o interior per ambdues bandes amb el Granada.

## Carrera de club
Trigueros va començar al planter del Reial Múrcia CF, i va debutar com a sènior amb el Real Murcia B. Fou descartat el juny de 2010 després del descens del primer equip de la Segona Divisió. Posteriorment va fitxar pel Vila-real CF, per jugar amb el Vila-real CF C.
Trigueros va debutar amb el Vila-real CF B el 4 de juny de 2011, jugant 30 minuts en una derrota per 1–2 a fora contra el Reial Betis. L'11 de febrer de 2012 va marcar el seu primer gol en una derrota per 1–3 contra el CE Sabadell FC, i va jugar regularment durant la temporada tot i que l'equip va baixar – malgrat que l'equip fou 12è a la classificació – ja que el primer equip va baixar de La Liga.
El juny de 2012, Trigueros fou promogut definitivament al primer equip. Va jugar 36 partits i va fer tres gols en el seu primer any després del qual els groguets varen tornar a primera.
Trigueros va debutar a primera el 19 d'agost de 2013, entrant al minut 53 com a suplent de Tomás Pina en una victòria per 3–2 a fora contra la UD Almería. Jugant com a titular, va fer el seu primer gol en la categoria, el segon del seu equip en una victòria per 3–1 a casa contra el CA Osasuna el 3 de febrer de 2014.
El 21 de maig de 2017, Trigueros va marcar en una victòria per 3–1 contra el València CF la darrera jornada de la temporada, cosa que assegurava la cinquena plaça i la classificació per la Lliga Europa de la UEFA. Va marcar el seu primer gol en competició continental el 19 d'octubre, en un empat 2–2 a la fase de grups contra el SK Slavia Prague a l'Estadi de la Ceràmica; el 23 de desembre, en un altre derbi a Mestalla, fou expulsat per primer cop en la seva carrera, en una victòria per 1–0.
Trigueros va arribar als 300 partits amb el club el 10 de novembre de 2019, en una derrota per 3–1 a fora contra el RCD Mallorca. El març de 2021, va entrar al top tres de jugadors amb més partits amb el club, sobrepassant els 363 de Marcos Senna i només per darrere dels seus contemporanis Bruno Soriano i Mario Gaspar. Va jugar 14 partits en la victoriosa temporada a l'Europa League (54 entre totes les competicions), i va marcar el gol inaugural de la victòria en semifinals per 2–1 contra l'Arsenal FC el 29 d'abril.
El novembre de 2021, el vincle de Trigueros amb el club es va ampliar fins al 2025, mentre el jugador era peça clau en els plans d'Unai Emery. El 15 de desembre va arribar al partit 400 pel club en una golejada per 7–1 contra l'Atlético Sanluqueño CF a la segona ronda de la Copa del Rei, situant-se a només 25 de Bruno Soriano.

## Vida personal
El pare i la mare de Trigueros eren mestres, i ell es va graduar en educació primària el 2017. Tot i que algunes fonts citen erròniament com a alma mater seva la Universitat CEU San Pablo, en realitat va ser el campus d'una institució vinculada, la Universitat CEU Cardenal Herrera a Castelló de la Plana.
El pare de Trigueros, també Manuel de nom, va jugar a segona divisió amb el Granada CF. El seu cosí Pablo va jugar també a segona, com a defensa, amb la SD Ponferradina.

## Palmarès
Vila-real CF
- 1 Lliga Europa de la UEFA: 2020-21.

Individual
- Equip de la Temporada de La Liga segons la UEFA: 2016–17[25]